# 馬蒙塔納山
46°10′18.8″N 09°10′13.1″E / 46.171889°N 9.170306°E
馬蒙塔納山（義大利語：Marmontana），是中歐的山峰，位於瑞士和意大利接壤的邊境，屬於勒蓬廷山的一部分，該山峰海拔高度2,316米，每年平均降雨量1,851毫米。